# كولازو سوتومايور
كولازو سوتومايور (مواليد 16 فبراير 1985) هو ملاكم أذربيجاني، مثّل بلاده في الألعاب الأولمبية الصيفية 2016 وحقق الميدالية الفضية في فئة وزن الوالتر الخفيف.

## روابط خارجية
كولازو سوتومايور على موقع اللجنة الأولمبية الدولية (الإنجليزية)
- كولازو سوتومايور على موقع أوليمبيديا (الإنجليزية)
- كولازو سوتومايور على موقع اللجنة الأولمبية الأذربيجانية (الأذربيجانية)